# Matt Andriese
Matthew Lee Andriese (né le 28 août 1989 à Redlands, Californie, États-Unis) est un lanceur droitier de la Ligue majeure de baseball.

## Carrière
Joueur à l'école secondaire de sa ville natale de Redlands, Matt Andriese est repêché au 37e tour de sélection par les Rangers du Texas en 2008, mais il se choisit de plutôt se joindre aux Highlanders de l'université de Californie à Riverside et de signer son premier contrat professionnel avec les Padres de San Diego, qui le choisissent au 3e tour de sélection en 2011. 
Andriese amorce sa carrière professionnelle dans les ligues mineures, où il est lanceur partant, dès 2011 et joue trois saisons avec des clubs affiliés aux Padres. Le 22 janvier 2014, il est avec le releveur droitier Brad Boxberger, le lanceur droitier Matt Lollis et le deuxième but Maxx Tissenbaum l'un des quatre joueurs que San Diego cède aux Rays de Tampa Bay en échange du lanceur gaucher Alex Torres et du lanceur droitier Jesse Hahn.
Matt Andriese est dans la course pour l'obtention d'un poste dans la rotation de lanceurs partants des Rays de Tampa Bay lors du camp d'entraînement du printemps 2015. C'est toutefois comme lanceur de relève qu'il fait ses débuts dans le baseball majeur pour les Rays le 10 avril 2015 face aux Marlins de Miami.